# Heinrich Jürgens

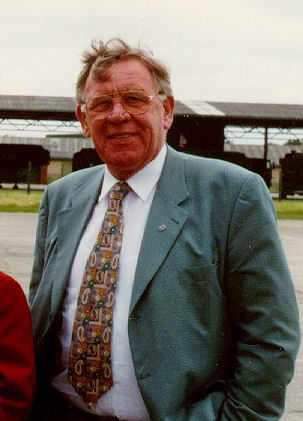
Heinrich Jürgens

Heinrich Jürgens (* 28. Juli 1924 in Öftinghausen; † 4. August 2006 ebenda) war ein deutscher Landwirt und Politiker (FDP). Er war in mehreren Legislaturperioden Mitglied des niedersächsischen Landtags und von 1974 bis 1978 Landtagsvizepräsident. Außerdem war er niedersächsischer Landesminister für Bundes- und Europaangelegenheiten und von 1979 bis 1984 Abgeordneter im Europaparlament. Er war Landesvorsitzender und Ehrenvorsitzender der FDP Niedersachsen und Träger des Großkreuzes des Bundesverdienstkreuzes.

## Leben und Beruf
Heinrich Jürgens, Sohn von Dora Jürgens, geborene Logemann, und des Landwirts Fritz Jürgens, wurde nach dem Abitur an einer Oberschule 1942 (bis 1945) zum Kriegsdienst eingezogen. Nach der Rückkehr aus der Gefangenschaft im Zweiten Weltkrieg war er ab 1945 als Landwirt tätig, legte nach Absolvierung einer landwirtschaftlichen Lehre 1954 die landwirtschaftliche Meisterprüfung ab und übernahm den seit dem 16. Jahrhundert in Familienbesitz befindlichen Hof, den er bis 1974 bewirtschaftete.
Er wurde 1989 mit dem Großen Verdienstkreuz der Bundesrepublik Deutschland und 1991 mit der Niedersächsischen Landesmedaille ausgezeichnet. Er war der Enkel des Reichstagsabgeordneten Diederich Logemann und der Neffe des Parlamentarischen Staatssekretärs im Bundeslandwirtschaftsministerium Fritz Logemann.
Heinrich Jürgens, war evangelisch, ab 1950 mit Hilda Jürgens, geborene Störer, verheiratet, hatte drei Kinder (Henning, Volker und Lutz) und lebte im Stadtteil Öftinghausen in Ehrenburg.

## Politik
Jürgens wurde zunächst von 1954 bis 1960 Mitglied der DP und wechselte nach deren Auflösung zur FDP. Von 1960 bis 1974 war Jürgens Mitglied des Samtgemeinderates der Samtgemeinde Schwaförden und von 1964 (als Kreistagsabgeordneter) bis 1986 des Kreistages im Landkreis Diepholz. Jürgens war von 1968 bis 1977 Landrat des Landkreises Grafschaft Diepholz. Er war von 1974 bis 1978, von 1982 bis 1984 und erneut von 1986 bis 1994 Landtagsabgeordneter in Niedersachsen. Während dieser Zeit war er von 1974 bis 1978 Landtagsvizepräsident. Außerdem wurde er, nachdem die CDU in Niedersachsen unter Ernst Albrecht bei den Landtagswahlen 1986 die absolute Mehrheit verloren hatte und es zu einer Koalition mit der FDP kam, bis 1990 Minister für Bundes- und Europaangelegenheiten.
Ab 1968 war er Bürgermeister, von 1974 bis 1990 war er Samtbürgermeister der Samtgemeinde Schwaförden. 1970 wurde er Mitglied des Landesvorstands, von 1978 bis 1991 Landesvorsitzender der FDP Niedersachsen (bis zur Mandatsniederlegung 1983) und Mitglied des FDP-Bundesvorstandes. Auf der Bundesvertreterversammlung der FDP wurde er am 3. Februar 1979 auf Platz 3 der Bundesliste gewählt und gehörte von 1979 bis 1982 dem Europaparlament an. Im Jahr 1991 wählte ihn die Landespartei zum Ehrenvorsitzenden. Von 1985 bis 1990 war er Mitglied des Beirats der Friedrich-Naumann-Stiftung für die Freiheit.
Er bekleidete verschiedene Ehrenstellungen. Unterlagen über seine politische Tätigkeit befinden sich im Archiv des Liberalismus der Friedrich-Naumann-Stiftung für die Freiheit in Gummersbach.